# 조욱 선생 묘
조욱 선생 묘는 대한민국 경기도 양평군 용문면 덕촌리에 있다. 1986년 5월 30일 양평군의 향토유적 제26호로 지정되었다.

## 개요
묘는 새로이 단장되어 장대석의 호석이 돌려져 있고, 묘 앞에는 상석과 이수와 대좌를 갖춘 비 그리고 문인석, 망주석 등이 배치되어 있다. 조욱(趙昱, 1498~1557)은 조선 중기의 학자로, 본관은 평양(平壤), 자는 경양(景陽), 호는 용문(龍門), 보眞齋이다. 판관 수(守)의 아들이다. 중종 11년(1516)에 생원 진사 양시에 합격하였으나, 벼슬을 단념하고 조광조, 김식을 사사하면서 학문연마에 힘썼다. 시문과 서화에 능하였으며 서경덕, 이황 등 당대의 명사들과 교우하였다. 이조참의에 추증되었고 운계서원에 배향되었다.

## 같이 보기
- 조욱